# Casa sulla roccia (Sighișoara)
La Casa sulla Roccia (Casa de pe stâncă in romeno) è un edificio storico presente a Sighișoara, in Romania.
La casa venne costruita dopo il grande incendio del 1676, e oggi è stata restaurata dalla Fondazione Veritas. Ospita un centro per lo scambio interculturale e un Internet cafè.